# Liam Cunningham
Liam Cunningham, född 2 juni 1961 i Dublin, är en irländsk skådespelare.
Cunningham är bland annat känd för att ha spelat rollen som Davos Seaworth i TV-serien Game of Thrones.

## Aktivism
2025 följde Liam Cunningham med fartyget Madleen som förde sig förnödenheter till Gaza med stöd av den ideella organisationen Freedom Flotilla Coalition (FFC).

## Filmografi i urval
- 1992 – Hästen från havet
- 1994 – Knappkriget
- 1995 – Den förste riddaren
- 1995 – Den lilla prinsessan
- 1996 – Jude
- 1999 – RKO 281
- 2000 – På djupt vatten
- 2001 – Attila - Krigarfolkets härskare
- 2001 – Kommissarie Winter (TV-serie) (två avsnitt)
- 2002 – Dog Soldiers
- 2002 – The Abduction Club
- 2003 – I mördarens spår
- 2004 – Pokerspelaren
- 2006 – Frihetens pris
- 2007 – Northanger Abbey
- 2008 – Hunger
- 2009 – Harry Brown
- 2010 – Centurion
- 2010 – Clash of the Titans
- 2012 – Merlin (TV-serie) (två avsnitt)
- 2012–2019 – Game of Thrones (TV-serie)
- 2012 – Safe House